# Дідковський Валентин Якович
Валентин Якович Дідковський (нар. 6 лютого 1914, Кодня — 30 жовтня 1995, Київ
) — український науковець-геолог, палеонтолог, стратиграф, доктор геолого-мінералогічних наук (1965), професор (1972), член-кореспондент АН УРСР (1973), лауреат Державної премії УРСР в галузі науки й техніки (1976).

## Життєпис
Після закінчення геологічного факультету Київського державного університету імені Т. Г. Шевченка 1938 року здобув кваліфікацію геолога. Працював молодшим науковим співробітником (1938—1941, 1946—1951), старшим науковим співробітником (1951—1969), заступником директора (1969—1972), завідувачем відділу палеонтології і стратиграфії кайнозойських відкладів (1969—1986), директором (1973—1977), старшим науковим співробітником-консультантом (1986—1992), радником при дирекції (1992—1995) Інституту геологічних наук АН УРСР. Протягом 1941—1946 років служив у Червоній армії льотчиком-штурманом авіаційного загону (1941—1945).
Валентин Якович Дідковський був членом Всесоюзної комісії з мікропалеонтології (1961) та Неогенової комісії Українського Міжвідомчого стратиграфічного комітету при Інституті геологічних наук АН УРСР (1964). Брав участь у експедиційних роботах з геологічного обґрунтування побудови траси Південноукраїнського каналу і проекту Каховської ГЕС (1950—1953), у роботі XXII сесії Міжнародного геологічного конгресу (1964) та XI Тихоокеанського океанографічного конгресу в Токіо (1966).
Досліджував стратиграфію мезо-кайнозойських відкладень Дніпровсько-Донецької впадини у зв'язку з її нафтоносністю, міоценових відкладень західних областей УРСР у зв'язку з їх вугленосністю, геологію і геоморфологію розсипних родовищ рідкісних металів та корисних копалин, геоморфологію крейдових відкладень Українського кристалічного щита.
Вивчав фауну і стратиграфію верхньокрейдових відкладень УРСР, фауну форамініфер неогенових відкладень південної частини Російської платформи (1948—1965), систематичний склад і екологію сучасних форамініфер Чорного, Азовського, Каспійського, Середземного морів та їх лиманів (1955—1965).
Брав участь у міжнародних науково-дослідних рейсах судна «Михаил Ломоносов», під час яких здійснив закордонні геологічні розвідки в Італії, Франції (1965—1966), Лівані, Пакистані, Китаї, Індії, Цейлоні, Японії (1966), Італії, Норвегії та Ісландії (1968—1969), під час яких вивчав літологію, геологічні властивості донних відкладів, закономірності поширення форамініфер у Тихому, Атлантичному й Індійському океанах (1965—1967), вперше склав батиметричні карти неогенового басейну.
Є автором 150 наукових праць, у тому числі дев'яти монографій, що присвячені дослідженням проблем стратиграфії, палеонтології неогенових відкладів Російської платформи, України та Молдови.
Брав активну участь у підготовці до видання Атласу літолого-палеографічних карт Російської платформи та її геосинклінального обрамлення, Атласів літолого-палеографічних карт СРСР та УРСР (1958—1966), збірників «Викопні фауна і флора УРСР» (1974) та «Стратиграфія УРСР», журналу «Тектоніка і стратиграфія».
Серед учнів Валентина Дідковського — доктори наук Володимир Зосимович, Володимир Семененко, Борис Зернецький, Дмитро Макаренко, Михайло Іванік тощо.
За виконання військових завдань нагороджений орденами Червоного Прапора (1942) та Вітчизняної війни II ступеня (1945), а також медалями: «За бойові заслуги» (1942), «За оборону Сталінграда» (1943), «За визволення Варшави», «За взяття Кенігсберга», «За перемогу над Німеччиною у Великій Вітчизняній війні 1941—1945 рр.» (1945), «За трудову доблесть» (1954), «За оборону Києва» (1964), «Двадцять років перемоги у Великій Вітчизняній війні 1941—1945» (1965) та інші. 
Помер на 82-му році життя 30 жовтня 1995 року.